# Malūneh
Malūneh (persiska: ملونه, مَلونِه, مَلولان) är en ort i Iran.   Den ligger i provinsen Västazarbaijan, i den nordvästra delen av landet, 600 km väster om huvudstaden Teheran. Malūneh ligger 1 675 meter över havet och antalet invånare är 574.
Terrängen runt Malūneh är huvudsakligen kuperad, men västerut är den bergig. Runt Malūneh är det ganska tätbefolkat, med 185 invånare per kvadratkilometer. Närmaste större samhälle är Jalqarān, 15,0 km norr om Malūneh. Trakten runt Malūneh består i huvudsak av gräsmarker.